# Anne Jeffreys

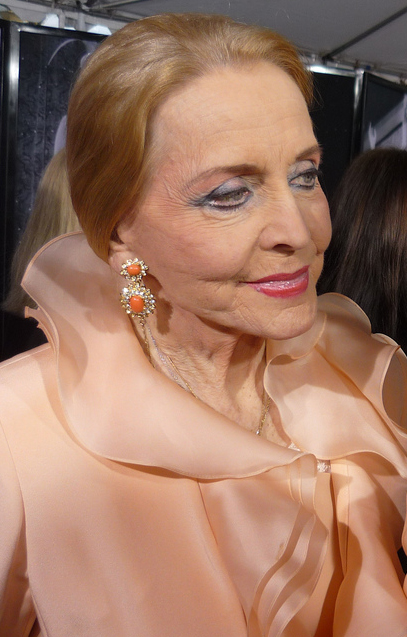
Anne Jeffreys (2010)

Anne Jeffreys (* 26. Januar 1923 in Goldsboro, North Carolina, als Anne Carmichael; † 27. September 2017 in Los Angeles, Kalifornien) war eine US-amerikanische Schauspielerin.

## Leben und Karriere
Jeffreys hatte eine Ausbildung als Opernsängerin absolviert und bereits als Model und Sängerin gearbeitet, ehe sie 1941 mit 18 Jahren nach Hollywood kam und Schauspielerin wurde. Ihr erster Kinofilm, der Billigwestern Fuzzy jagt sich selbst an der Seite von Al St. John, kam 1942 in die Kinos. Schon bald spielte Anne Jeffreys weibliche Hauptrollen in zahlreichen B-Filmen, darunter in dem Gangsterfilm Jagd auf Dillinger (der 1945 zu einem unerwarteten großen Erfolg wurde), in den ersten beiden Filmen der Dick Tracy-Filmreihe sowie in diversen Western wie beispielsweise Der Schrecken von Texas. Die meiste Zeit stand sie bei RKO Radio Pictures unter Vertrag. 1948 verließ sie Hollywood, um am Broadway aufzutreten.
Von 1952 bis 1955 spielte Jeffreys an der Seite ihres damaligen Ehemannes die Hauptrolle in der populären Fernseh-Sitcom Topper, eine Fernsehadaption des Filmes Topper – Das blonde Gespenst von 1937. In späteren Jahren trat sie überwiegend in Fernsehproduktionen auf. So sah man Jeffreys als Gaststar in Serien wie Bonanza, Mord ist ihr Hobby, Hotel, L.A. Law oder Falcon Crest. Für die Serie The Delphie Bureau wurde sie 1973 für den Golden Globe nominiert. In der Serie Baywatch hatte sie eine wiederkehrende Nebenrolle als Mutter von David Hasselhoffs Hauptfigur. Seit 1984 war sie in unregelmäßigen Abständen als „Amanda Barrington“ in der Seifenoper General Hospital zu sehen. In einem Zeitraum von 71 Jahren (von 1942 bis 2013) hatte sie Auftritte in mehr als 80 Film- und Fernsehproduktionen.
Anne Jeffreys hat einen Stern auf dem Hollywood Walk of Fame (1501 Vine Street). Sie war von 1945 bis 1949 mit Joseph R. Serena und von 1951 bis zu seinem Tod 2006 mit dem Schauspieler Robert Sterling verheiratet. Sie war Mutter von drei Kindern. Jeffreys starb am 27. September 2017 im Alter von 94 Jahren in ihrem Haus in Los Angeles.

## Filmografie (Auswahl)
- 1942: Fuzzy jagt sich selbst (Billy the Kid Trapped)
- 1942: Yokel Boy
- 1942: Tarzans Abenteuer in New York (Tarzan’s New York Adventure)
- 1942: Moonlight Masquerade
- 1942: I Married an Angel
- 1942: Joan von Ozark
- 1942: The Old Homestead
- 1942: Unternehmen Tigersprung (Flying Tigers)
- 1942: X Marks the Spot
- 1943: Chatterbox
- 1943: Calling Wild Bill Elliott
- 1943: The Man from Thunder River
- 1943: Crime Doctor
- 1943: Bordertown Gun Fighters
- 1943: Wagon Tracks West
- 1943: Overland Mail Robbery
- 1943: Death Valley Manhunt
- 1944: Mojave Firebrand
- 1944: Hidden Valley Outlaws
- 1944: Step Lively
- 1944: Nevada
- 1945: Jagd auf Dillinger (Dillinger)
- 1945: Zombies on Broadway
- 1945: Those Endearing Young Charms
- 1945: Sing Your Way Home
- 1945: Dick Tracy
- 1946: Ding Dong Williams
- 1946: Step by Step
- 1946: Genius at Work
- 1946: Dick Tracy vs. Cueball
- 1946: Vacation in Reno
- 1947: Die Todesreiter von Kansas (Trail Street)
- 1947: Riffraff
- 1948: Der Schrecken von Texas (Return of the Bad Men)
- 1953–1955: Topper (Fernsehserie, 78 Folgen)
- 1958: Love That Jill (Fernsehserie, 13 Folgen)
- 1962: Sexy! (Boys’ Night Out)
- 1966: Bonanza (Fernsehserie, Fernsehserie, eine Folge)
- 1966: Solo für O.N.C.E.L. (The Man from U.N.C.L.E., Fernsehserie, eine Folge)
- 1968: Panic in the City
- 1976: Südliche Abenteuer (Southern Double Cross)
- 1978–1982: Fantasy Island (Fernsehserie, drei Folgen)
- 1979: Kampfstern Galactica (Battlestar Galactica, Fernsehserie, eine Folge)
- 1979: Vegas (Fernsehserie, eine Folge)
- 1979: Buck Rogers (Fernsehserie, eine Folge)
- 1982: Mr. Merlin (Fernsehserie, eine Folge)
- 1982–1983: Falcon Crest (Fernsehserie, sieben Folgen)
- 1984: Hotel (Fernsehserie, eine Folge)
- 1984–1985: Finder of Lost Loves (Fernsehserie, 23 Folgen)
- seit 1984: General Hospital (Fernsehserie)
- 1986: Mord ist ihr Hobby (Murder, She Wrote, Fernsehserie, eine Folge)
- 1992: L.A. Law – Staranwälte, Tricks, Prozesse (L.A. Law, Fernsehserie, eine Folge)
- 1992: Der Himmel kennt keine Tränen (Fernsehfilm)
- 1993–1998: Baywatch – Die Rettungsschwimmer von Malibu (Baywatch, Fernsehserie, fünf Folgen)
- 1994: Clifford – Das kleine Scheusal (Clifford)
- 2008: Richard III
- 2012: Sins Expiation
- 2013: Getting On – Fiese alte Knochen (Fernsehserie, eine Folge)